# Мультимедійне навчання
Мультимеді́йне навча́ння - це загальноприйнята назва, що використовується для опису когнітивної теорії мультимедійного навчання. Ця теорія включає в себе кілька принципів навчання за допомогою або через мультимедіа.
Теорія мультимедійного навчання - це теорія, яка постулює, що оптимальне навчання відбувається тільки в тому випадку, коли вербальний і візуальний матеріал представлені синхронно. Вона заснована на теорії подвійного кодування Алана Пайвіо і є сумісною з візуально-просторовою матрицею і петлею повторення в моделі робочої пам'яті Алана Бедделі. Теорія мультимедійного навчання була розроблена педагогом-психологом Річардом Е. Мейєром, який проводив різні дослідження, що підтвердили її ефективність.

## Принцип модальності
При навчанні за допомогою мультимедіа мозок повинен одночасно кодувати два різних види інформації: візуальну і звукову. Можна припустити, що ці конкуруючі джерела інформації будуть прагнути придушити або «завантажити» учня. Тим не менш, психологічні дослідження показали, що вербальна інформація насправді краще запам'ятовується, коли супроводжується візуальною картинкою. У 1974 р. Бедделі (Baddeley) і Хіч (Hitch) запропонували теорію робочої пам'яті, згідно з якою, вона складається з двох значною мірою незалежних компонент, що працюють як правило паралельно - одна з яких візуальна, а інша вербальна (або акустична ), що дозволяє одночасно обробляти інформацію, яка надходить від наших очей і вух. Т.ч. змішане навчання не обов'язково має пригнічувати або «вантажити» учня, а дійсно може бути корисним.
Те, що пункти, представлені як вербально, так і візуально, краще запам'ятовуються, знайшло відображення в теорії подвійного кодування, вперше запропонованої Аланом Пайвіо і пізніше застосованої до мультимедіа Річардом Мейєром і його однодумцями. Мейер показав, що учні краще передають знання, отримані ними в процесі змішаного (багатомодульного) навчання. Він пояснює ефект модальності як наслідок обробки інформації або завантаження бази знань.
У ході ряду досліджень Мейер і його колеги перевірили теорію подвійного кодування Пайвіо на мультимедіа. Вони неодноразово показали, що студенти, які вивчають мультимедіа, що включає анімацію з послідовною розповіддю, були кращі у передачі запитань, ніж ті, які вивчають мультимедіа з елементами анімації і окремо текстові матеріали. Тобто, вони були значно кращі, коли приходив час застосувати те, що вони засвоїли, пройшовши мультимедійний курс, а не мономедійний (тільки візуальне навчання). Ці результати були потім пізніше підтверджені іншими групами дослідників.
Спочатку освітній контент цих мультимедійних навчальних досліджень був обмежений логічними науковими процесами, в центрі яких були системи, засновані на причинно-наслідковому зв'язку, такі як автомобільні гальмівні системи, принцип роботи велосипедного насоса або процес формування хмар. Але з часом було виявлено, що ефект модальності може бути поширений на інші області, і вони необов'язково є системами, заснованими на причинно-наслідковому зв'язку.
Інформація може і повинна бути закодована як візуально, так і вербально (розповідь). Якщо інформація кодується вербально, це знижує когнітивне навантаження на учня, і він може краще справлятися з інформацією, яка надходить до нього. З тих пір Мейєр назвав це «Ефектом модальності» або Принципом модальності (один з принципів його «Когнітивної теорії мультимедійного навчання».
Приклад: Щоб застосувати принцип модальності наприклад до PowerPoint, потрібно подати частину вашого маркованого тексту з урахуванням візуалів, якщо це можливо.
Це допоможе учням:
- привернути увагу;
- зрозуміти і засвоїти матеріал, який Ви супроводжуєте.

## Принцип надмірності
Згідно з цим принципом: «Студенти навчаються краще за допомогою анімації і розповіді, ніж анімації, розповіді і "тексту з екрану"».
Т.ч. краще нехтувати зайвим матеріалом. Тому що учні навчаються так само добре, як коли вони одночасно чують і бачать один і той же матеріал під час презентації. Це особливий випадок ефекту розсіяної уваги Sweller (-а) і Чандлера.

## Інші принципи
- Принцип просторового зв'язку - «Студенти навчаються краще, коли слова і відповідні їм картинки представлені на сторінці або екрані поруч, а не далеко один від одного».
- Принцип часового зв'язку - «Студенти навчаються краще, коли слова і відповідні їм картинки представлені синхронно, а не послідовно».
- Принцип узгодженості - «Студенти навчаються краще, коли сторонній матеріал виключений, а не включений».
- Принцип індивідуальних відмінностей - «Цільові ефекти сильніші для слабо ерудованих учнів, ніж для високо ерудованих».